# تپه مالگاه سرا سیاه کوه
تپه مالگاه سرا سیاه کوه مربوط به پیش از اسلام و دوران‌های تاریخی پس از اسلام است و در شهرستان املش، بخش رانکوه، روستای سیاه کوه واقع شده و این اثر در تاریخ ۲ آبان ۱۳۸۲ با شمارهٔ ثبت ۱۰۶۹۱ به‌عنوان یکی از آثار ملی ایران به ثبت رسیده است.